# 上田耕一
上田 耕一（、1941年〈昭和16年〉4月2日 - ）は、日本の俳優、声優。本名は山下 耕一。アンテーヌ所属。身長172cm、体重73kg。東京都板橋区出身。東京都立井草高等学校卒業。

## 人物・経歴
高校時代に演劇部に所属していたことから、学校で公演を行っていた劇団と交流を持ち、高校卒業後に同劇団に入団。劇団泉座、劇団歴史座など、劇団を転々としながら31歳まで舞台専門の俳優として活動。東京俳優生活協同組合に所属し、活動の場をテレビドラマに移す。
1982年頃より映画に活動の主軸を移す。『キャバレー日記』への出演以来、日活ロマンポルノの常連俳優となる。
伊丹十三、金子修介、大森一樹らの作品の常連出演者であり、特にゴジラシリーズの最多連続出演記録を持ち、出演本数は延べ12作品を数える。上田は、通常の映画ではデフォルメした演技を行っているが、ゴジラシリーズではゴジラよりも飛躍する必要はないため、リアリズムに徹していたという。一方で、英語のセリフやメカを扱う演技などは苦手としていた。
特撮作品では怪人のアフレコも担当していた。
演技にあたっては、役を自分に近づけるのではなく、台本の中での役割に自分を合わせることを心がけている。これは舞台で演じていたころから一貫しているといい、小さな劇団で様々な役を演じたことが幅広い役柄を演じることに役立ったとしている。

## 出演

### テレビドラマ

#### NHK
- 双子探偵（1999年） - 宮本与兵衛
- 名古屋仏壇物語（2002年） - 岩代喜久男
- 川、いつか海へ 6つの愛の物語（2003年）
- ねばる女（2004年） - 根本茂嘉
- 陽炎の辻〜居眠り磐音 江戸双紙〜（2007 - 2008年） - 願龍和尚
- 新マチベン 〜オトナの出番〜（2007年） - 大滝正信校長
- 感染爆発〜パンデミック・フルー（2008年）
- トップセールス（2008年） - 北川
- 坂の上の雲（2009年） - 戒田
- 龍馬伝（2010年） - 源三
- まっつぐ〜鎌倉河岸捕物控〜（2010年） - 住職
- てのひらのメモ（2010年） - 山口裁判員
- 風をあつめて（2011年） - 松乃下社長
- テンペスト（2011年） - 座喜味親方
- 開拓者たち（2012年） - 藤田院長
- キルトの家（2012年） ‐ 野崎高義
- 夜明けのララバイ（2012年） - 保護司
- ご縁ハンター（2013年） - 坂本光吉
- POWER GAME〜パワーゲーム〜（2013年） - 菊池一郎
- 神谷玄次郎捕物控（2014年、NHK BSプレミアム） - 伊佐清兵衛
- 限界集落株式会社（2015年） - 鈴木太一
- 玉音放送を作った男たち（2015年） - 鈴木貫太郎

#### 日本テレビ
- 快獣ブースカ
  - 第1話「ブースカ誕生」（1966年）
  - 第17話「ブー冠・王冠・とんちんかん」（1967年） - ヒゲラ大臣の部下
- 超人バロム・1（1972年） - バロム・1の声 ※第1話 - 第9話
- 火曜日の女シリーズ「恋の罠」（1970年、東宝)
- 土曜日の女シリーズ「女子高校生殺人事件」（1974年） - 亀井教諭
- 愛のサスペンス劇場「愛が見えますか」（1976年）
- 太陽にほえろ!
  - 第98話「手錠」（1974年） - 三原雄次
  - 第231話「孤独」（1976年） - 青葉中学校教諭　
  - 第333話「刑事の約束」（1978年） - 刑事
- 大都会 闘いの日々 第14話「もう一人の女」（1976年） - 城西署鑑識員
- 大都会 PARTIII「マフィア・ジャパン・スタイル」（1978年） - 中根組幹部
- 右門捕物帖「冬の風鈴」（1983年） - 五六蔵
- セーラー服反逆同盟（1986年）
- あぶない刑事シリーズ
  - あぶない刑事「変身」（1987年） - 西島刑事
  - もっとあぶない刑事「心痛」（1989年） - 飯島
- 勝手にしやがれヘイ!ブラザー（1989年） - 組長
- 金田一少年の事件簿（1995年） - 三谷教頭
- 俺たちの旅SP 30年目の運命（2003年） - 一本釣り漁師・やっさん
- デカワンコ（2011年） - 花森一子の祖父
- 特別ドキュメンタリードラマ・3.11 その日、石巻で何が起きたのか〜6枚の壁新聞（2012年）
- 悪夢ちゃん（2012年） - 甲
- 火曜サスペンス劇場
  - 「弁護士・高林鮎子1・寝台特急あさかぜ4号殺人風景」（1986年）
  - 「名無しの探偵10」（1994年） - 堂本巌治
  - 「逃げる女」（1999年1月5日）  - 村山辰郎
  - 「取調室12長崎壱岐殺意の潮流「折り鶴」が見た美人秘書の偽りのアリバイ」（2000年6月27日）- 遠山本部長

#### TBS
- ウルトラシリーズ
  - ウルトラセブン
    - 第8話「狙われた街」（1967年） - 警官[注釈 1][10]
    - 第23話「明日を捜せ」 - 宇宙ゲリラ シャドー星人（1968年）  （スーツアクターと声）
    - 第45話「円盤が来た」（1968年） - TDF・広報班隊員[注釈 1]

  - ウルトラマンタロウ 第15話「青い狐火の少女」（1973年） - モーターボートの持ち主[注釈 1]
- シルバー仮面ジャイアント 第11話「ジャンボ星人対ジャイアント仮面」（1972年） - サザン星人の声
- うちの子にかぎって…（1985年）
- 課長サンの厄年（1993年） - 高木部長
- こちら第三社会部（2001年） - 藤堂猛
- こちら本池上署（2002年） - 猿島達吉
- 浅草ふくまる旅館 第1シリーズ（2007年） - 田村浩介
- ハンチョウ〜神南署安積班〜（2010年） - 権藤英一郎
- イロドリヒムラ（2012年） - ベテラン刑事（霊）
- 猫弁（2013年） - 桜井敏男
- 月曜ドラマスペシャル
  - 「松本清張作家活動40周年記念・迷走地図」（1992年） - 宮下正則
  - 「十津川警部シリーズ17」（1999年） - 尾崎竜次
- 月曜ミステリー劇場
  - 「示談交渉人甚内たま子裏ファイル2」（2002年） - 駒田社長
  - 「囚人のジレンマ」（2004年） - 伴内孝
- 月曜ゴールデン
  - 「税務調査官・窓際太郎の事件簿21」（2010年） - 滝沢洋介
- 月曜名作劇場
  - 「警視庁SP特命係」（2019年） ‐ 磯久保忠

#### フジテレビ
- 戦え! マイティジャック 第8話「地獄へ行って笑え!」（1968年） - 犯罪組織キル・殺し屋
- 華麗なる刑事（1977年） - 三森秘書
- 大空港 第33話「血と炎の女」（1979年） - 鴨原組幹部
- 闇を斬れ 第6話「 ふる里遠く夫婦花 」（1981年、KTV） - 本堂帯刀
- あいつがトラブル（1989年）
- 奇妙な出来事「或る演劇青年の悪夢」（1990年）
- 世にも奇妙な物語
  - 「忘れられたメス」（1991年） - 大林院長
  - 「ワタ毛男」（2012年） - 余木寛治
- 鬼平犯科帳
  - 第7シリーズ 第7話「五月雨坊主」（1997年） - 石田竹仙 /天徳寺善達 /羽黒の久兵衝 （三役）
  - 鬼平犯科帳スペシャル 雨引の文五郎（2009年） - 子鼠の安兵衛
- OLたちのざけんなヨ!!「満員電車通勤地獄」（1993年）
- ヘルプ!（1995年） - 橋爪幸一郎
- ランチの女王（2002年） - 柏木勝生
- 赤ひげ (2002年のテレビドラマ)（2002年） - 六助
- マルサ!!東京国税局査察部（2003年、KTV） - 伊織延行
- 金曜エンタテイメント 「夏樹静子ミステリー アリバイの彼方に 3･4」（2004 - 2005年） - 河内俊雄
- 奇跡の夫婦愛スペシャル（2006年） - 伊藤博文
- CHANGE（2008年） - 外木場清光
- 任侠ヘルパー（2009年） - 小澤義男
- 元泥棒・助川六郎のご町内防犯パトロール（2011年） - 岡健
- 剣客商売 御老中暗殺（2012年） - 牛堀九万之助
- 金曜プレステージ「所轄刑事7」（2012年） - 服部甚三郎
- 星新一ミステリーSP「七人の犯罪者」（2014年） - 金庫破り

#### テレビ朝日
- 仮面ライダー 第52話「おれの名は怪鳥人ギルガラスだ！」（1972年、MBS） - ギルガラスの声
- 人造人間キカイダー 第22話「シロノコギリザメ 悪夢の12時間」（1972年） - シロノコギリザメの声
- キカイダー01（1973年） - シルバーハカイダーの声
- ジャンボーグA 第37話「出現! 恐怖の怪鳥エレキバード」（1973年、MBS） - 二子玉川園の警備員
- 荒野の用心棒 第30話「死神の刃は闇を裂いて…」（1973年、NET / 三船プロ） - 蜻蛉の直八
- 荒野の素浪人 第2シリーズ（1974年）
- 西部警察
  - 西部警察
    - 第7話「暴走刑事を撃て」（1979年） - 警視庁・立花刑事
    - 第42話「ピエロの名演」（1980年） - 岡村ユウジ
    - 第78話「射殺」（1981年） - 警視庁査問委員会の一員
    - 第117話「目を開け!カウボーイ」（1982年） - 阿倍

  - 西部警察 PART-II 第10話「大追跡!!静岡市街戦 －静岡・前篇－」（1982年） - 神原勉
  - 西部警察 PART-III 第25話「長いお別れ」（1983年） - 暴力団・針尾商事社長
- 太陽戦隊サンバルカン 第12話「ダイヤを食う女王」（1981年） - シャドーX
- 特捜最前線
  - 第278話「逮捕・魔の24時間!」（1982年）
  - 第293話「木枯らしの街で!」  （1982年）
  - 第308話「いつか逢った悪女!」（1983年）
  - 第447話「約束・消えた女囚!」（1986年）
  - 第499話「退職刑事船村・鬼」（1987年） - 田原
- ザ・ハングマン 第25話「さらばブラック怒りの爆死」（1981年、ABC） - 護衛
- 宇宙刑事ギャバン 第20話「なぞ？の救急病院！人類の大滅亡が迫る」（1982年） - ケラダブラー （人間態と声）
- 新・女捜査官 第13話「風俗最前線に消えた19歳の若妻」（1983年、ABC）
- ザ・ハングマンV（1986年）最終回 「マイホームの夢が消えて解散!!」（1986年） - 寺岡
- 赤かぶ検事奮戦記（1986年、ABC） - 竹島洋一
- 暴れん坊将軍II 第84話「命みじかく 燃やせ初恋!」（1984年） - 以蔵
- 女事件記者立花圭子（1992年） - 山根一平
- 流転の王妃・最後の皇弟（2003年） - 本庄繁
- 黒革の手帖（2004年） - 秋葉会長
- 相棒（2005年） - 坪井貞一
- 富豪刑事 第1シリーズ（2005年） - 菊田常務
- 歓喜の歌（2008年） - 武田正雄
- さよならが言えなくて（2009年） - 神江組長
- 佐方貞人シリーズ
  - 最後の証人（2015年） - 「ふくろう」の店主
  - 検事の死命（2016年） - 酒場の店主
  - 検事の本懐（2016年） - 酒場の店主
- 土曜ワイド劇場
  - 「松本清張の高台の家」（1985年）
  - 「名探偵金田一耕助・仮面舞踏会」（1986年） - 槇恭吾
  - 「豪華サロンカー婚約ツアー殺人事件」（1987年）藤島（宝石商）
  - 「西村京太郎トラベルミステリー10」（1987年） ‐ 松山副社長
  - 「松本清張スペシャル・鉢植えを買う女」（1993年） - 福禄金融社長
  - 「受験戦争殺人時代」（1994年） - 笠井捜査主任
  - 「怪人食いしんぼ フグで殺す」（1996年4月） - 山科
  - 「家政婦は見た!24」（2006年） - 加東長吉
  - 「棟居刑事の純白の証明」（2007年） - 熊井泰夫
  - 「ヤメ検の女2」（2011年） - 藤井勉

#### テレビ東京
- 純愛山河 愛と誠（1974年） - 喫茶店「窓」のマスター
- ザ・スーパーガール 第51話「時限爆弾 タイムリミット1分前」（1980年） - 足立
- ミラクルガール 第11話「復讐は女の匂い」（1980年）
- 刑事追う! 第18話「トカレフ」（1996年8月5日） - 的場義彦北多摩市長
- 怨み屋本舗（2006年） - 長谷矢稔
- 女と愛とミステリー「和泉教授夫妻シリーズ1」（2001年）
- 水曜ミステリー9「旅行作家・茶屋次郎5」（2005年） - 亀山哲司

#### WOWOW
- ドラマW
  - 「神様からひと言」（2006年12月） - 溝口清蔵
  - 「一応の推定」（2009年12月20日）　- 原田勇治

### 映画
- 戦争と人間（1973年8月11日） - 東京の憲兵
- 高校大パニック（1978年） - 山内正勝
- キャバレー日記（1982年） - 河本 役
- スキャンティドール 脱ぎたての香り（1984年）
- ときめきに死す（1984年）
- スチュワーデス・スキャンダル 獣のように抱きしめて（1984年）
- 美加マドカ 指を濡らす女（1984年）
- すかんぴんウォーク（1984年） - 榎木健三
- OL百合族19歳（1984年） - 弓岡吾郎
- 柔肌色くらべ（1984年）
- タンポポ（1985年） - タンポポの客
- 人妻暴行マンション（1985年）
- みんなあげちゃう（1985年）
- いたずらロリータ 後ろからバージン（1986年）
- マルサの女（1987年） - 蜷川の腹心
- 母娘監禁 牝〈めす〉（1987年）
- 令嬢レズ学園（1987年）
- 恐怖のヤッちゃん（1987年） - 陣内組幹部
- 私をスキーに連れてって（1987年） - ロッジのオーナー
- ロリータ・エクスタシー 肉あさり（1987年）
- 「さよなら」の女たち（1987年） - 植田長一
- 輪舞（1988年）
- マルサの女2（1988年） - 猫田
- 猫のように（1988年） - 森下勇一
- 聖熟女（1988年）
- 木村家の人びと（1988年） - 課長
- ラブ・ゲームは終わらない（1988年）
- べっぴんの街　(1989年)　バーのマスター
- 座頭市（1989年）
- 極道の妻たち 三代目姐（1989年）
- その男、凶暴につき（1989年） - 石橋刑事
- どっちにするの。（1989年） - 岬課長
- 花の降る午後（1989年）
- あ・うん（1989年）
- ゴジラシリーズ
  - ゴジラvsビオランテ（1989年） - 山地統幕議長 [1][4]
  - ゴジラvsキングギドラ（1991年） - 池畑益吉 [1][4]
  - ゴジラvsモスラ（1992年） - 大前実 [1]
  - ゴジラvsメカゴジラ（1993年） - 兵藤巌[4]
  - ゴジラvsスペースゴジラ（1994年） - 兵藤巌[4]
  - ゴジラvsデストロイア（1995年） - 田山孝夫
  - ゴジラ2000 ミレニアム（1999年12月11日） - 東海村原発所長の声
  - ゴジラ×メガギラス G消滅作戦（2000年） - 政府関係者
  - ゴジラ・モスラ・キングギドラ 大怪獣総攻撃（2001年） - 和泉村村長
  - ゴジラ×メカゴジラ（2002年） - 土橋長官
  - ゴジラ×モスラ×メカゴジラ 東京SOS（2003年） - 土橋竜三
  - ゴジラ FINAL WARS（2004年） - 初代轟天号副艦長
- 公園通りの猫たち（1989年）
- 夏のページ（1990年）
- ギャッピー ぼくらはこの夏ネクタイをする!（1990年）
- あげまん（1990年） - カメラの男
- ボクが病気になった理由（1990年） - 澤田耕一
- 乙女物語 あぶないシックスティーン（1990年）
- 櫻の園（1990年） - 坂口
- 大誘拐 REINBOW KIDS（1991年） - テレビ和歌山報道局長
- !［ai-ou］（1991年） - 辻川圭吾
- シャイなあんちくしょう（1991年） - 岩尾剛三
- 咬みつきたい（1991年）
- 満月 MR.MOONLIGHT（1991年） - 易者
- 12人の優しい日本人（1991年） - 陪審員3号
- C(コンビニエンス)・ジャック（1992年）
- ミンボーの女（1992年） - 入内島の子分
- エンジェル 僕の歌は君の歌（1992年） - 富田部長
- 濹東綺譚（1992年）
- 愛について、東京（1993年） - 板前
- くまちゃん（1992年） - 斉藤真
- 国会へ行こう!（1993年） - 柴崎敬介
- 大病人（1993年） - 麻酔医
- あひるのうたがきこえてくるよ。（1993年）
- 中指姫 俺たちゃどうなる?（1993年）
- 狙撃 完結篇 THE SHOOTIST（1994年）
- シュート!（1994年） - 平松和広が通う予備校の講師
- 怖がる人々（1994年）
- 雷電（1994年）
- 毎日が夏休み（1994年） - 宇野部長
- ヤマトタケル（1994年）
- 極道記者2 馬券転生編（1994年）
- 大失恋。（1995年）
- 平成無責任一家 東京デラックス（1995年） - 吉田重之
- みんな〜やってるか!（1995年） - 監督
- のぞき屋 NOZOKIYA（1995年）
- 午後の遺言状（1995年） - 大前田署長
- さよならニッポン!（1995年）
- Shall we ダンス?（1996年） - 熊田寅吉
- 絵の中のぼくの村（1996年） - イワタ校長
- リストラ代紋 史上最強の公務員（1996年）- 長沢
- 宮澤賢治 その愛（1996年） - 高地屋智閥
- わが心の銀河鉄道 宮沢賢治物語（1996年）
- ドリーム・スタジアム（1997年） - 洋介の上司
- 義務と演技（1997年） - 益田部長
- うなぎ（1997年） - 刑事
- 誘拐（1997年） - 原田堅吾
- Lie lie Lie（1997年）
- 卓球温泉（1998年） - 政夫
- ショムニ（1998年） - 総務部長
- モスラ3 キングギドラ来襲（1998年） - 教頭先生
- 英二（1999年） - 品田
- アドレナリンドライブ（1999年） - 荒川組長
- あの、夏の日（1999年） - 小林法善 /小林法弘
- サラリーマン金太郎（1999年） - 倉本
- GTO（1999年） - 田所長一郎
- 歯科医（2000年）
- クロスファイア（2000年）
- すずらん 少女萌の物語（2000年）
- 死者の学園祭（2000年）
- 「紅の拳銃」よ永遠に（2000年）
- 三文役者（2000年）
- リリイ・シュシュのすべて（2001年） - 中古CDショップの店長
- GO（2001年） - 加藤の父
- 血を吸う宇宙（2001年） - 亀山パンチ
- 陽はまた昇る（2002年）
- SHA-CHI-HO-KO（2002年）
- 銃声 LAST DROP OF BLOOD（2003年6月14日） - 松平和人
- 福耳（2003年9月13日）
- サル（2003年12月6日）
- ふくろう（2004年2月7日）
- ジャンプ（2004年5月8日）
- OLDK オーエルディーケー（2004年12月11日）
- らくだ銀座（2005年）
- タナカヒロシのすべて（2005年） - ヒロシの父
- いつか読書する日（2005年） - 皆川真男
- TAKESHIS'（2005年）
- 雨の町（2006年）
- トリック劇場版2（2006年） - ピアノを弾かない幹部信者・佐伯周平
- 花田少年史 幽霊と秘密のトンネル（2006年） - 花田徳路郎
- 眉山（2007年)
- 憑神（2007年） ‐ 研磨師・喜仙堂
- 腑抜けども、悲しみの愛を見せろ（2007年） - 和合曾太郎
- チーム・バチスタの栄光（2008年） - 市川留蔵
- サンシャインデイズ（2008年） - 海老沢亨
- ぐるりのこと。（2008年） - 畑山太郎
- 石内尋常高等小学校 花は散れども（2008年） - みどりの義父
- 花婿は18歳（2009年）
- フィッシュストーリー（2009年）
- 今度の日曜日に（2009年）
- 火天の城（2009年） - 大工・弥吉
- のんちゃんのり弁（2009年） - 川口健夫の父
- アイ・アム I am.（2010年）
- アンダンテ 〜稲の旋律〜（2010年） - 広瀬雄平
- 食堂かたつむり（2010年） - ミドリの祖父
- BOX 袴田事件 命とは（2010年） - 藤原所長
- 結び目（2010年）
- 死刑台のエレベーター（2010年） - 新川署長
- わさお（2011年） - 老人
- JAZZ爺MEN（2011年） - 花山玉三郎
- カラスの親指（2012年） - ヒグチの手下
- プリンの味（2013年）
- 友だちと歩こう（2014年）
- 海難1890（2015年）
- 残穢（2016年） - 國谷住職
- 蜜のあわれ（2016年） - 医師
- 殿、利息でござる!（2016年） - 栄洲瑞芝
- 忍びの国（2017年） - 森田浄雲

### Vシネマ
- ベレッタM92F 凶弾（1990年）- 杉山光三
- 白百合女学園洋弓部 白銀の標的（1991年）
- 獣のように・完結編（1992年）
- 狙撃 THE SHOOTIST 完結編（1994年）
- 仁義6 - 21シリーズ（1994年 - ） - 酒井陟
- 厄災仔寵

### テレビアニメ
- 赤胴鈴之助 第19話（1972年）

### CM
- 第一興商「カラオケ ビッグエコー」(1993年）
- グリコ乳業「プッチンプリン」（2007年）
- アデランス「アデランス・ヘアークラブ」（2010年）
- ソフトバンクモバイル（2010年）